# Usia transcaspica
Usia transcaspica är en tvåvingeart som beskrevs av Paranonov 1950. Usia transcaspica ingår i släktet Usia och familjen svävflugor. Inga underarter finns listade i Catalogue of Life.